# I Saw Red
I Saw Red is een nummer van de Amerikaanse hardrockband Warrant uit 1991. Het is de tweede single van hun tweede studioalbum Cherry Pie.
Het nummer is een rockballad, geïnspireerd door een waargebeurd verhaal. Het werd geschreven nadat Warrant-zanger Jani Lane zijn vriendin in bed vond met zijn beste vriend. Dit leidde tot een zenuwinzinking van Lane, waardoor de release van Warrants debuutalbum vertraagd werd.